# زنبور سرخ آسیایی

لانه زنبور سرخ بر دیوار خانه‌ای در بوشهر

زنبور سرخ آسیایی یکی از دو گونه زنبور سرخ است و با زنبور سرخ اروپایی شباهت بسیار دارد. این زنبور، اجتماعی است و به صورت گروهی لانه‌سازی می‌کنند. ملکه زنبور سرخ آسیایی به درازی ۲۵ تا ۳۵ میلیمتر است. نرها و کارگرها کوچک‌تر هستند. شاخک‌های نرها، هر کدام ۱۳ بند دارد ولی شاخک ماده‌ها بیشتر ۱۲ بندی است. این حشره معمولاً گوشتخوار است و گاهی از مواد قندی نیز تغذیه می‌کند. این زنبور به نام «زنبور سرخ» در همه جای ایران دیده می‌شود.
در سال ۲۰۱۰ میلادی گروهی از پژوهشگران اسراییلی و بریتانیایی دریافتند نوارهای زردرنگ بر روی شکم این زنبور به خاطر رنگدانه خاصی که دارد می‌تواند از نور خورشید برای حشره انرژی تولید کند. این امر می‌تواند توضیحی بر این مسئله باشد که چرا این زنبور بر خلاف بسیاری از زنبورهای دیگر در زمان تابش نور آفتاب فعال است.